# Ryszard Kaja
Ryszard Kaja (16. ledna 1962 Poznaň – 17. dubna 2019 Lehnice) byl polský malíř, scénograf, grafik, autor plakátů.

## Životopis
Vystudoval Vyšší školu plastických umění v Poznani. Původně se věnoval především scénografii a kostýmům, později se specializoval na plakáty. Je autorem série turistických plakátů „Polska“, kterou vytvořil pro Galerii polského plakátu ve Vratislavi.